# 善能寺 (岐阜県大野町)
善能寺（ぜんのうじ）は岐阜県揖斐郡大野町寺内にある阿弥陀如来を本尊とする浄土真宗本願寺派の寺院。山号は勝慶山。石田三成ゆかりの寺として知られる。
永延元年（987年）に源信僧都の法弟、源賢僧都が天台宗の寺院、勝慶寺として建立したと伝わる。承久3年（1221年）に兵火により焼失して衰頽。慶長5年（1600年）には草庵のみが残る状態であったというが、慶長8年（1603年）に石田三成の弟が覚信を名乗り、寺号を勝慶山善能寺と改めて浄土真宗に改宗したと伝わる。明治時代に至り、石田三成との縁から通称として石田善能寺を名乗るようになった。
大野町指定の文化財である太閤検地帳を所蔵する。